# Hel·ladi de Cesarea
Hel·ladi de Cesarea (en llatí Helladius, en grec antic Ἑλλάδιος) va ser bisbe de Cesarea de Capadòcia, successor de Basili el Gran, l'any 378. Va estar present als dos concilis generals de Constantinoble el Primer Concili de Constantinoble celebrat l'any 381 i al següent, l'any 394.
Va escriure una biografia de Basili el Gran esmentada per Joan Damascè, encara que la seva veracitat és posada en dubte pels historiadors.